# شکارگیر رود شمال
شکارگیر رود شمال (نام علمی: Austrogomphus doddi) نام یک گونه از سرده شکارگیرها است.